# Caso Indefinido
"Caso Indefinido" é uma canção do cantor e compositor sertanejo Cristiano Araújo. A canção foi lançada em 15 de julho de 2013 pela ITunes Store como primeiro single do álbum Continua (2013).

## Antecedentes
Cristiano contou que a canção chegou até ele, quando a dupla Maiara & Maraisa foi até sua casa e apresentou a composição, que é assinada por Maraisa, Thales Lessa, Diego Damasceno e pela dupla Paulo e Junior.
| “ | "De cara eu gostei e falei que queria gravar. É uma canção que tenho muito orgulho de ter gravado" | ” |

A escolha da canção, foi porque Cristiano desejava uma música que ele sabia que poderia chamar a atenção do público. "E música romântica toca o coração apaixonado. E Caso Indefinido fala de todas as coisas de amor. Se quiser casar, casa, se quiser só namorar, namora".

## Videoclipe
O lançamento oficial do videoclipe ocorreu no dia 30 de junho de 2013 no canal oficial do cantor no Youtube. Com a produção musical foi de Bigair Di Jayme e a direção e roteiro de Rafael Terra. No vídeo, o cantor aparece interpretando a canção, intercalando com imagens de um casal que se conhecem ainda na infância, passando pela vida adulta, até chegar à melhor idade. Menos de 24 horas após o lançamento, o vídeo já tinha mais de meio milhão de visualizações no Youtube.

## Lista de faixas
| Download digital no iTunes |                   |         |  |
| N.º                        | Título            | Duração |  |
| 1.                         | "Caso Indefinido" | 3:35    |  |

Curiosidade:essa música foi composta pela cantora Maraísa da dupla Maiara & Maraísa

## Desempenho nas tabelas musicais
| Paradas (2013)                            | Melhor posição |
| ----------------------------------------- | -------------- |
| Brasil (Billboard Brasil Hot 100 Airplay) | 5              |